# Oniella koreana
Oniella koreana är en insektsart som beskrevs av Matsumura 1915. Oniella koreana ingår i släktet Oniella och familjen dvärgstritar. Inga underarter finns listade i Catalogue of Life.